# Fitzroy Island
Fitzroy Island (che si chiamava originalmente Koba o Gabar) è un'isola continentale situata nel mar dei Coralli al largo del promontorio di Cape Grafton nella regione di Cairns nel Queensland (Australia). Si trova a est della città di Cairns da cui dista circa 30 km; 45 minuti di traghetto la collegano alla città.

## Geografia
Fitzroy Island è un'isola con un clima tropicale coperta dalla foresta pluviale e ha un suo sistema di barriera corallina; l'isola ha una superficie di 3,33 km² e un'altezza massima di 375 m. Quasi tutta l'isola è compresa nel Fitzroy Island National Park. La lunga spiaggia di Welcome Bay si trova sul suo lato nord-occidentale; adiacente alla sua punta nord-orientale si trova un isolotto: Little Fitzroy Island. Sull'isola c'è un faro, ma è inattivo dal 1992.

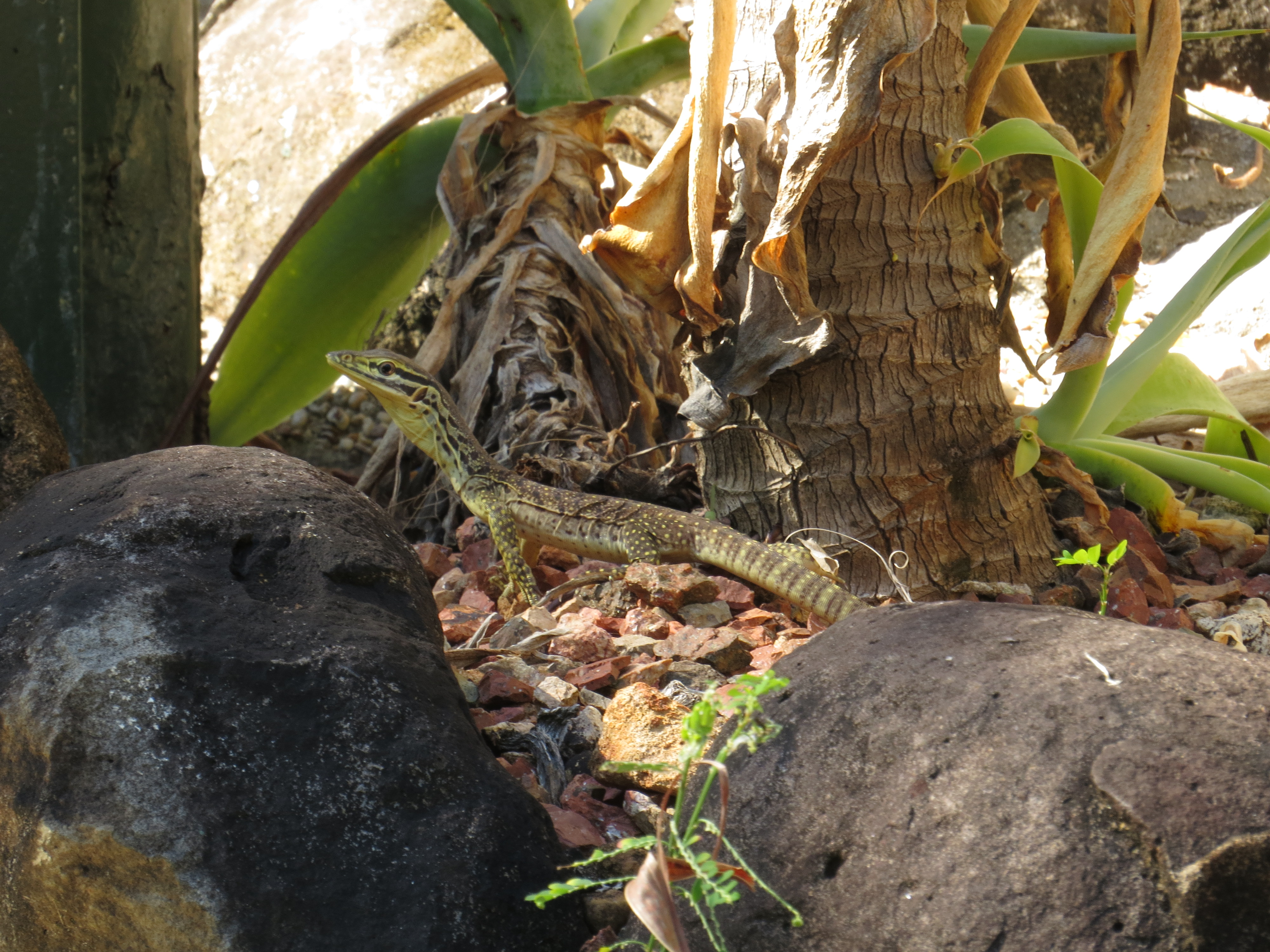
Il varano argo

### Fauna
Si trova sull'isola la farfalla Papilio ulysses (Ulysses butterfly), la tortora smeraldina comune, il cacatua ciuffogiallo, il megapodio piediarancio, il falco pescatore e uccelli migratori come il Martin pescatore del paradiso pettocamoscio  e il piccione imperiale bianconero.  Uno dei più grandi predatori dell'isola, il varano argo lungo 1,2 m, può essere visto intorno all'area del resort. La notte il pipistrello della specie Hipposideros ater aruensis vola alla ricerca di insetti.

## Storia

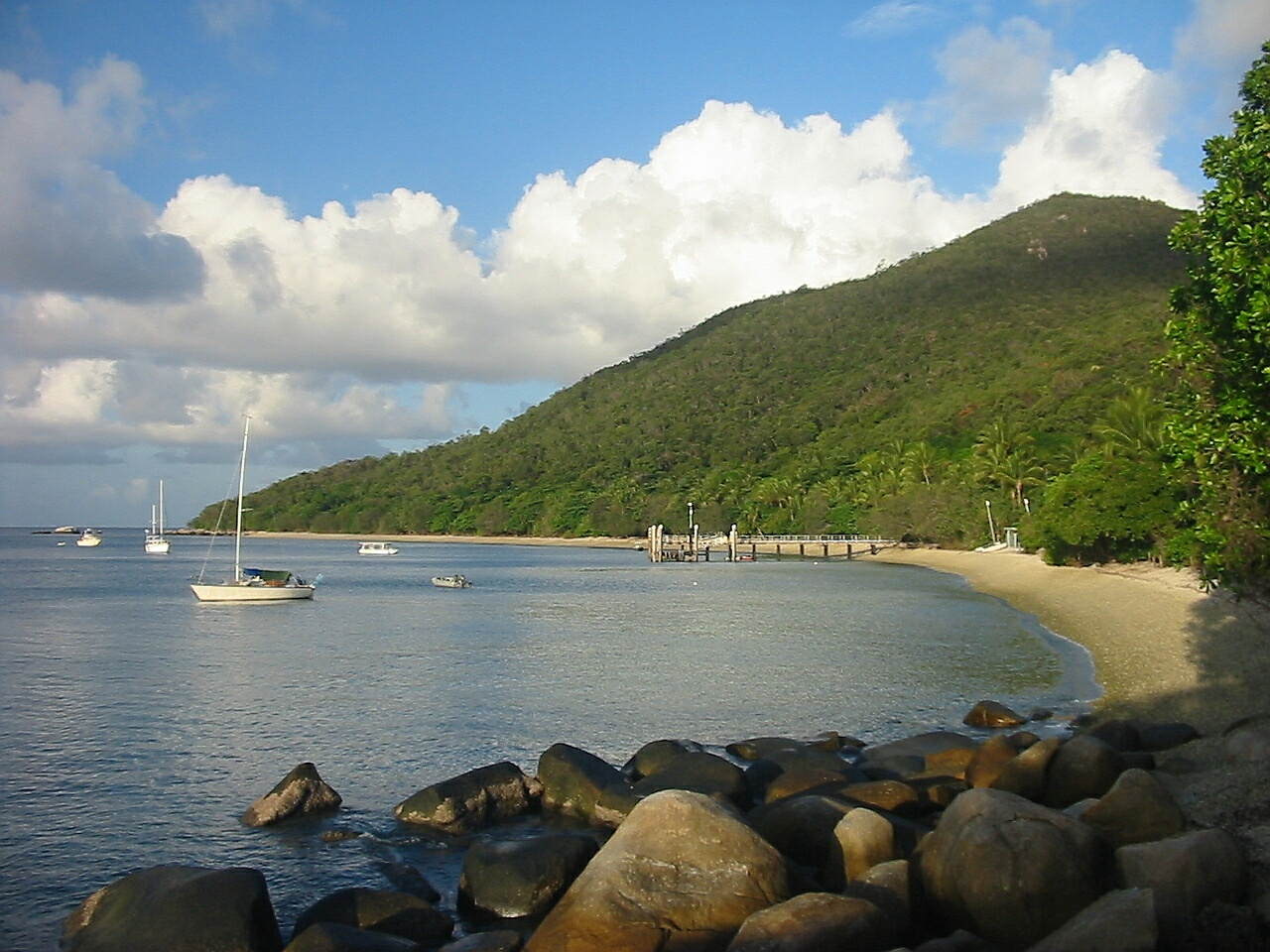
Welcome Bay

L'isola si separò dalla terraferma circa 8000 anni fa, alla fine dell'ultima era glaciale. Ci sono state visite aborigene, principalmente per battute di caccia e attività ricreative.
James Cook diede questo nome all'isola nel 1770 durante il suo primo viaggio in onore di Augustus FitzRoy, III duca di Grafton primo ministro britannico all'epoca della partenza di Cook. Anche il sunnominato Cape Grafton, che si trova sul continente a ovest dell'isola, ha preso il nome dal duca di Grafton.
L'isola divenne una stazione di quarantena per i cinesi diretti ai giacimenti auriferi del Queensland nel 1876 e più tardi divenne parte di una missione aborigena che coltivava frutta e verdura. Esisteva un grande allevamento di tridacna gigante a Welcome Bay, ora centro turistico con un resort.